# Маленки
Маленки́ — село в Україні, у Антонінській селищній громаді Хмельницького району Хмельницької області. Населення становить 385 осіб.

## Історія
Станом на 1886 рік в колишньому власницькому селі Терешківської волості Старокостянтинівського повіту Волинської губернії, мешкало 543 особи, налічувалось 68 дворових господарств, існувала каплиця й постоялий будинок.
За переписом 1897 року кількість мешканців зросла до 736 осіб (363 чоловічої статі та 373 — жіночої), з яких 728 — православної віри.
7 (20) листопада 1917 року, відповідно до.Третього Універсалу Української Центральної Ради, увійшло до складу Української Народної Республіки.
До 2017 року орган місцевого самоврядування — Терешківська сільська рада.
12 червня 2020 року, відповідно до розпорядження Кабінету Міністрів України № 727-р «Про визначення адміністративних центрів та затвердження територій територіальних громад Хмельницької області», увійшло до складу Антонінської селищної громади.
19 липня 2020 року, після ліквідації Красилівського району, село увійшло до Хмельницького району.